# Liste des paroisses du diocèse de Luçon
Cet article dresse la liste des paroisses du diocèse de Luçon.
Depuis le 1er septembre 2022, le diocèse de Luçon comprend 29 paroisses réunies dans 7 doyennés.

## Maillage paroissial du diocèse de Luçon

### Découpage de 1997

Les paroisses du diocèse de Luçon par doyenné :

| Doyenné                   | Paroisse                             | Chef-lieu paroissial         |
| ------------------------- | ------------------------------------ | ---------------------------- |
| Aizenay                   | Saint-Benoît-des-Landes              | Aizenay                      |
| Aizenay                   | Saint-Luc-des-Rivières               | Les Lucs-sur-Boulogne        |
| Aizenay                   | Saint-Pierre-des-Genêts              | Le Poiré-sur-Vie             |
| Challans                  | Le Bon-Pasteur-de-Vie-et-Marais      | Soullans                     |
| Challans                  | Saint-Martin-de-la-Rive              | Challans                     |
| Challans                  | Saint-Paul-des-Champs                | Saint-Christophe-du-Ligneron |
| Challans                  | La Trinité-entre-Marais-et-Champ     | La Garnache                  |
| Chantonnay                | Saint-Étienne-de-Grammont            | Mouchamps                    |
| Chantonnay                | Saint-Pierre-des-Deux-Lays           | Chantonnay                   |
| Chantonnay                | Sainte-Croix-des-Essarts             | Les Essarts                  |
| Fontenay-le-Comte         | Notre-Dame-des-Sources               | Fontaines                    |
| Fontenay-le-Comte         | Saint-Hilaire-de-Fontenay            | Fontenay-le-Comte            |
| Fontenay-le-Comte         | Saint-Martin-en-Plaine               | L’Hermenault                 |
| Fontenay-le-Comte         | Sainte-Marie-en-Plaine-et-Marais     | Benet                        |
| Fontenay-le-Comte         | Saint-Pierre-l’Abbaye                | Maillezais                   |
| Fontenay-le-Comte         | Montfort-sur-Vendée                  | Saint-Hilaire-des-Loges      |
| Les Herbiers              | Montfort-sur-Sèvre                   | Mortagne-sur-Sèvre           |
| Les Herbiers              | Saint-Barthélémy-en-Tiffauges        | La Gaubretière               |
| Les Herbiers              | Saint-Jean-Baptiste-des-Collines     | Les Epesses                  |
| Les Herbiers              | Saint-Jean-lès-Paillé                | Saint-Fulgent                |
| Les Herbiers              | Saint-Martin-sur-Sèvre               | La Verrie                    |
| Les Herbiers              | Saints-Pierre-et-Paul-des-Herbiers   | Les Herbiers                 |
| Luçon                     | Notre-Dame-de-la-Plaine              | Luçon                        |
| Luçon                     | Saint-Michel-l’Abbaye                | Saint-Michel-en-l’Herm       |
| Luçon                     | Saint-Vincent-sur-Lay                | Mareuil-sur-Lay-Dissais      |
| Luçon                     | Sainte-Marie-en-Herminois            | Sainte-Hermine               |
| Luçon                     | Sainte-Thérèse-des-Marais            | Chaillé-les-Marais           |
| Montaigu                  | Notre-Dame-des-Trois-Provinces       | La Bruffière                 |
| Montaigu                  | Pierre-Monnereau                     | Rocheservière                |
| Montaigu                  | Louis-Marie-Baudouin                 | Chavagnes-en-Paillers        |
| Montaigu                  | Saint-Martin-de-Montaigu             | Montaigu                     |
| Pouzauges                 | Saint-Antoine-des-Puys               | Pouzauges                    |
| Pouzauges                 | Saint-Christophe-des-Châtaigniers    | La Châtaigneraie             |
| Pouzauges                 | Saint-Hilaire-du-Bocage              | Saint-Mesmin                 |
| Pouzauges                 | Saint-Joseph-des-Monts-et-Vallées    | Le Boupère                   |
| Pouzauges                 | Saint-Pierre-en-Pareds               | Mouilleron-en-Pareds         |
| La Roche-sur-Yon          | Le Bon-Pasteur-en-Pays-Yonnais       | Venansault                   |
| La Roche-sur-Yon          | Notre-Dame-du-Marillet               | La Chaize-le-Vicomte         |
| La Roche-sur-Yon          | Saint-Jean-XXIII                     | La Roche-sur-Yon             |
| La Roche-sur-Yon          | Saint-Paul                           | La Roche-sur-Yon             |
| La Roche-sur-Yon          | Saint-Sauveur-de-Belle-Croix         | Saint-Florent-des-Bois       |
| La Roche-sur-Yon          | Sainte-Thérèse-du-Val-d’Ornay        | La Roche-sur-Yon             |
| La Roche-sur-Yon          | Sainte-Catherine-sur-Yon             | La Ferrière                  |
| Les Sables-d’Olonne       | Notre-Dame-de-la-Forêt               | La Mothe-Achard              |
| Les Sables-d’Olonne       | Saint-François-d’Auzance-et-Vertonne | Saint-Mathurin               |
| Les Sables-d’Olonne       | Saint-Joseph-du-Garandeau            | Nieul-le-Dolent              |
| Les Sables-d’Olonne       | Sainte-Marie-des-Olonnes             | Les Sables-d’Olonne          |
| Saint-Gilles-Croix-de-Vie | Notre-Dame-de-la-Vie                 | Saint-Gilles-Croix-de-Vie    |
| Saint-Gilles-Croix-de-Vie | Saint-Jean-du-Gué-Gorand             | Coëx                         |
| Saint-Gilles-Croix-de-Vie | Saint-Nicolas-de-l’Océan             | Bretignolles-sur-Mer         |
| Saint-Gilles-Croix-de-Vie | Sainte-Anne-de-Riez                  | Saint-Hilaire-de-Riez        |
| Saint-Jean-de-Monts       | Notre-Dame-du-Gois                   | Beauvoir-sur-Mer             |
| Saint-Jean-de-Monts       | Saint-Amand-de-l’Île-d’Yeu           | L’Île-d’Yeu                  |
| Saint-Jean-de-Monts       | Saint-Martin-des-Monts               | Saint-Jean-de-Monts          |
| Saint-Jean-de-Monts       | Saint-Philbert-en-Noirmoutier        | Noirmoutier-en-l’Île         |
| Talmont-Saint-Hilaire     | Notre-Dame-de-Lumière                | La Tranche-sur-Mer           |
| Talmont-Saint-Hilaire     | Saint-Henri-Dorie-en-Talmondais      | Talmont-Saint-Hilaire        |
| Talmont-Saint-Hilaire     | Saint-Jacques-du-Val-Graon           | Moutiers-les-Mauxfaits       |
| Talmont-Saint-Hilaire     | Sainte-Anne-les-Menhirs              | Jard-sur-Mer                 |

| - Aizenay - Challans - Chantonnay - Fontenay-le-Comte | - Les Herbiers - Luçon - Montaigu - Pouzauges - La Roche-sur-Yon | - Les Sables-d’Olonne - Saint-Gilles-Croix-de-Vie - Saint-Jean-de-Monts - Talmont-Saint-Hilaire |

### Découpage de 2022
| Doyenné             | Paroisse                                                 | Chef-lieu paroissial    |
| ------------------- | -------------------------------------------------------- | ----------------------- |
| Challans            | Saint-Amand-de-l’Île-d’Yeu                               | Port-Joinville          |
| Challans            | Saint-Charles-Foucauld-de-Challans                       | Challans                |
| Challans            | Sainte-Famille-de-la-Garnache                            | La Garnache             |
| Challans            | Saint-Nicolas-de-Coëx                                    | Coëx                    |
| Challans            | Saint-Gilles-et-Saint-Hilaire                            | Saint-Gilles            |
| Challans            | Saint-Jean-de-Monts                                      | Saint-Jean-de-Monts     |
| Challans            | Saint-Philbert-en-Noirmoutier                            | Noirmoutier             |
| Fontenay-le-Comte   | Sainte-Claire-de-Fontenay                                | Fontenay-le-Comte       |
| Fontenay-le-Comte   | Sainte-Thérèse-de-la-Châtaigneraie                       | La Châtaigneraie        |
| Fontenay-le-Comte   | Saints-Louis-et-Zélie-Martin-de-Benet                    | Benet                   |
| Les Herbiers        | Saint-Barthélémy-de-Mortagne                             | Mortagne-sur-Sèvre      |
| Les Herbiers        | Sainte-Croix-des-Essarts                                 | Les Essarts             |
| Les Herbiers        | Saint-Fulgent                                            | Saint-Fulgent           |
| Les Herbiers        | Saint-Jean-Baptiste-des-Herbiers                         | Les Herbiers            |
| Les Herbiers        | Saint-Louis-Marie-de-Montfort-de-Saint-Laurent-sur-Sèvre | Saint-Laurent-sur-Sèvre |
| Les Herbiers        | Saint-Michel-de-Pouzauges                                | Pouzauges               |
| Les Herbiers        | Saint-Vincent-de-Chantonnay                              | Chantonnay              |
| Luçon               | Mareuil-Sainte-Hermine                                   | Sainte-Hermine          |
| Luçon               | Notre-Dame-de-Luçon                                      | Luçon                   |
| Montaigu            | Pères-Baudouin-et-Monnereau-des-Brouzils                 | Les Brouzils            |
| Montaigu            | Sainte-Mère-Teresa-de-Montaigu                           | Montaigu                |
| La Roche-sur-Yon    | Sacré-Cœur-de-la-Roche-sur-Yon-en-Pays-Yonnais           | La Roche-sur-Yon        |
| La Roche-sur-Yon    | Sainte-Trinité-d’Aizenay                                 | Aizenay                 |
| La Roche-sur-Yon    | Saint-Louis-de-la-Roche-sur-Yon-en-Pays-Yonnais          | La Roche-sur-Yon        |
| La Roche-sur-Yon    | Saint-Pierre-du-Poiré-sur-Vie                            | Le Poiré-sur-Vie        |
| Les Sables-d’Olonne | Notre-Dame-des-Achards                                   | La Mothe-Achard         |
| Les Sables-d’Olonne | Sainte-Marie-des-Sables-d’Olonne                         | Les Sables-d’Olonne     |
| Les Sables-d’Olonne | Saint-Henri-de-Talmont                                   | Talmont                 |
| Les Sables-d’Olonne | Saint-Jacques-de-Moutiers                                | Moutiers-les-Mauxfaits  |